# 20.000 leguas de viaje submarino (película de 1997)
20.000 leguas de viaje submarino (título original: 20,000 Leagues Under the Sea) es un telefilme estadounidense de aventuras de 1997 protagonizado por Richard Crenna, Ben Cross y Julie Cox. Está basado en la novela homónima de Julio Verne.

## Argumento
Una especie de ballena gigante está atacando a muchos barcos a finales del siglo XIX. Por ello el profesor Aronnax, con su hija zoóloga y el arponero Ned Land, inician una expedición para descubrir qué extraño ser es quien está atacándolos. En una de sus embestidas, caen en el mar, siendo recogidos por un submarinoque capitanea Nemo.

## Reparto
| Actor           | Papel                      |
| --------------- | -------------------------- |
| Richard Crenna  | Professor Aronnax          |
| Ben Cross       | Capitán Nemo               |
| Paul Gross      | Ned Land                   |
| Julie Cox       | Sophie Aronnax             |
| Michael Jayston | Almirante John E. Sellings |
| Jeff Harding    | Capitán Michael Farragut   |
| David Henry     | Capitán de Scotia          |

## Producción
El telefilme se rodó con unos 15 millones de dólares en Inglaterra y en el Mar Rojo, Israel.

## Recepción
Hoy en día el telefilme ha sido valorado en portales cinematográficos. En IMDb, con unos 968 votos registrados, el filme obtiene una media ponderada de 5,0 sobre 10. En cuanto a Rotten Tomatoes, los más de 250 votos registrados le dieron allí una valoración media de 2,8 de 5.